# Muzyka francuskich mistrzów
Muzyka francuskich mistrzów albo Muzyka Zamku Warszawskiego / Muzyka francuskich mistrzów (Jean-Baptiste Lully, François Couperin, Marin Marais, Michel Corrette, André Campra) – album muzyki dawnej katowickiego zespołu {oh!} Orkiestra Historyczna prowadzonego przez koncertmistrzynię Martynę Pastuszkę. Został wydany w kwietniu 2017 przez DUX (nr kat. DUX 1382). Płyta uzyskała nominację do Fryderyka 2018 w kategorii Album Roku Muzyka Dawna.

## Wykonawcy
- {oh!} Orkiestra Historyczna - orkiestra kameralna
- Martyna Pastuszka - skrzypce solo, koncertmistrz
- Krzysztof Firlus - viola da gamba

## Lista utworów

### Jean-Baptiste Lully- Suita z opery Armide LWV 71 (1686)
- 1. Ouverture [02:36]
- 2. Air [03:25]
- 3. Gavotte [01:08]
- 4. Passacaglia [04:33]
- 5. Entrée [01:26]
- 6. Air [01:12]
- 7. Sarabande [05:13]

### François Couperin- Sonate en quatuor La Sultane (c.1693)
- 8. Sonate en quatuor La Sultane (c.1693) [09:57]

### Marin Marais- Suita z opery Ariane et Bacchus (1696)
- 9. Entrée pour servir d’Entr’acte [04:09]
- 10. Premier Air pour Suite de la Nimphe [02:31]
- 11. Chaconne [06:26]

### Michel Corrette- Koncert D-dur Le Phénix (c.1738)
- 12. Allegro [02:44]
- 13. Adagio [03:08]
- 14. Allegro [02:52]

### André Campra- Suita z opery Tancrède (1702)
- 15. Ouverture [03:03]
- 16. Air des Guerriers [03:29]
- 17. Air des Plaisirs [03:37]
- 18. Grand Air [02:18]
- 19. 2e Air (viste) [01:09]